# Jaroslav Bezecný
Jaroslav Bezecný (18 febbraio 1886 – 30 novembre 1962) è stato un allenatore di calcio cecoslovacco.

## Carriera

### Nazionale
Ha allenato la propria nazionale di calcio per 15 partite.